# Eleições legislativas portuguesas de 1980 na Madeira
| Eleições legislativas portuguesas de 1980 Distritos: Aveiro \| Beja \| Braga \| Bragança \| Castelo Branco \| Coimbra \| Évora \| Faro \| Guarda \| Leiria \| Lisboa \| Portalegre \| Porto \| Santarém \| Setúbal \| Viana do Castelo \| Vila Real \| Viseu \| Açores \| Madeira \| Estrangeiro |

## Resultados por Concelho
Os resultados nos concelhos do Região Autónoma da Madeira foram os seguintes:

### Calheta
| Partido                 | Partido                          | Votos | %               | +/-  |
| ----------------------- | -------------------------------- | ----- | --------------- | ---- |
|                         | Partido Social Democrata         | 5 335 | 75,04 / 100,00  | 5,41 |
|                         | Centro Democrático e Social      | 1 025 | 14,42 / 100,00  | 6,54 |
|                         | Partido Socialista               | 366   | 5,15 / 100,00   | 0,63 |
|                         | Partido Democrático do Atlântico | 72    | 1,01 / 100,00   | Novo |
|                         | Outros                           | 135   | 1,89 / 100,00   |      |
| Votos Inválidos         | Votos Inválidos                  | 177   | 2,49 / 100,00   | 0,33 |
| Total                   | Total                            | 7 110 | 100,00 / 100,00 |      |
| Eleitorado/Participação | Eleitorado/Participação          | 8 333 | 85,32 / 100,00  | 3,23 |

### Câmara de Lobos
| Partido                 | Partido                          | Votos  | %               | +/-  |
| ----------------------- | -------------------------------- | ------ | --------------- | ---- |
|                         | Partido Social Democrata         | 9 032  | 72,45 / 100,00  | 4,33 |
|                         | Partido Socialista               | 1 433  | 11,50 / 100,00  | 0,09 |
|                         | Centro Democrático e Social      | 518    | 4,16 / 100,00   | 3,05 |
|                         | União Democrática Popular        | 362    | 2,90 / 100,00   | 2,49 |
|                         | Aliança Povo Unido               | 223    | 1,79 / 100,00   | 0,51 |
|                         | Partido Democrático do Atlântico | 186    | 1,49 / 100,00   | Novo |
|                         | Outros                           | 193    | 1,56 / 100,00   |      |
| Votos Inválidos         | Votos Inválidos                  | 519    | 4,16 / 100,00   | 0,31 |
| Total                   | Total                            | 12 466 | 100,00 / 100,00 |      |
| Eleitorado/Participação | Eleitorado/Participação          | 15 148 | 82,29 / 100,00  | 6,89 |

### Funchal
| Partido                 | Partido                          | Votos  | %               | +/-  |
| ----------------------- | -------------------------------- | ------ | --------------- | ---- |
|                         | Partido Social Democrata         | 30 673 | 53,70 / 100,00  | 6,92 |
|                         | Partido Socialista               | 13 473 | 23,59 / 100,00  | 0,97 |
|                         | Centro Democrático e Social      | 4 272  | 7,48 / 100,00   | 4,78 |
|                         | União Democrática Popular        | 2 626  | 4,60 / 100,00   | 2,63 |
|                         | Aliança Povo Unido               | 2 575  | 4,51 / 100,00   | 0,09 |
|                         | Partido Democrático do Atlântico | 955    | 1,67 / 100,00   | Novo |
|                         | Outros                           | 943    | 1,66 / 100,00   |      |
| Votos Inválidos         | Votos Inválidos                  | 1 601  | 2,81 / 100,00   | 0,23 |
| Total                   | Total                            | 57 118 | 100,00 / 100,00 |      |
| Eleitorado/Participação | Eleitorado/Participação          | 72 498 | 78,79 / 100,00  | 3,98 |

### Machico
| Partido                 | Partido                     | Votos  | %               | +/-  |
| ----------------------- | --------------------------- | ------ | --------------- | ---- |
|                         | Partido Social Democrata    | 6 224  | 61,47 / 100,00  | 8,18 |
|                         | União Democrática Popular   | 2 068  | 20,42 / 100,00  | 3,38 |
|                         | Partido Socialista          | 1 036  | 10,23 / 100,00  | 1,46 |
|                         | Aliança Povo Unido          | 195    | 1,93 / 100,00   | 0,76 |
|                         | Centro Democrático e Social | 177    | 1,75 / 100,00   | 2,60 |
|                         | Outros                      | 184    | 1,83 / 100,00   |      |
| Votos Inválidos         | Votos Inválidos             | 241    | 2,38 / 100,00   | 0,45 |
| Total                   | Total                       | 10 125 | 100,00 / 100,00 |      |
| Eleitorado/Participação | Eleitorado/Participação     | 12 590 | 80,42 / 100,00  | 4,45 |

### Ponta do Sol
| Partido                 | Partido                          | Votos | %               | +/-  |
| ----------------------- | -------------------------------- | ----- | --------------- | ---- |
|                         | Partido Social Democrata         | 4 202 | 85,69 / 100,00  | 3,91 |
|                         | Partido Socialista               | 234   | 4,77 / 100,00   | 0,01 |
|                         | Centro Democrático e Social      | 190   | 3,87 / 100,00   | 4,96 |
|                         | Partido Democrático do Atlântico | 59    | 1,20 / 100,00   | Novo |
|                         | Outros                           | 125   | 2,55 / 100,00   |      |
| Votos Inválidos         | Votos Inválidos                  | 94    | 1,91 / 100,00   | 0,31 |
| Total                   | Total                            | 4 904 | 100,00 / 100,00 |      |
| Eleitorado/Participação | Eleitorado/Participação          | 5 651 | 86,78 / 100,00  | 3,22 |

### Porto Moniz
| Partido                 | Partido                          | Votos | %               | +/-   |
| ----------------------- | -------------------------------- | ----- | --------------- | ----- |
|                         | Partido Social Democrata         | 1 571 | 74,24 / 100,00  | 11,56 |
|                         | Centro Democrático e Social      | 303   | 14,32 / 100,00  | 12,63 |
|                         | Partido Socialista               | 126   | 5,95 / 100,00   | 0,58  |
|                         | Partido Democrático do Atlântico | 51    | 2,41 / 100,00   | Novo  |
|                         | Outros                           | 21    | 0,99 / 100,00   |       |
| Votos Inválidos         | Votos Inválidos                  | 44    | 2,08 / 100,00   | 0,02  |
| Total                   | Total                            | 2 116 | 100,00 / 100,00 |       |
| Eleitorado/Participação | Eleitorado/Participação          | 2 511 | 84,27 / 100,00  | 1,37  |

### Porto Santo
| Partido                 | Partido                          | Votos | %               | +/-  |
| ----------------------- | -------------------------------- | ----- | --------------- | ---- |
|                         | Partido Social Democrata         | 1 271 | 54,86 / 100,00  | 3,25 |
|                         | Partido Socialista               | 843   | 36,38 / 100,00  | 0,72 |
|                         | Centro Democrático e Social      | 54    | 2,33 / 100,00   | 0,90 |
|                         | Partido Democrático do Atlântico | 31    | 1,34 / 100,00   | Novo |
|                         | Aliança Povo Unido               | 24    | 1,04 / 100,00   | 0,21 |
|                         | Outros                           | 32    | 1,38 / 100,00   |      |
| Votos Inválidos         | Votos Inválidos                  | 62    | 2,67 / 100,00   | 1,11 |
| Total                   | Total                            | 2 317 | 100,00 / 100,00 |      |
| Eleitorado/Participação | Eleitorado/Participação          | 2 638 | 87,83 / 100,00  | 0,15 |

### Ribeira Brava
| Partido                 | Partido                     | Votos | %               | +/-  |
| ----------------------- | --------------------------- | ----- | --------------- | ---- |
|                         | Partido Social Democrata    | 5 056 | 77,31 / 100,00  | 3,00 |
|                         | Partido Socialista          | 538   | 8,23 / 100,00   | 1,71 |
|                         | Centro Democrático e Social | 291   | 4,45 / 100,00   | 2,72 |
|                         | Aliança Povo Unido          | 123   | 1,88 / 100,00   | 0,41 |
|                         | Outros                      | 204   | 3,11 / 100,00   |      |
| Votos Inválidos         | Votos Inválidos             | 328   | 5,02 / 100,00   | 1,16 |
| Total                   | Total                       | 6 540 | 100,00 / 100,00 |      |
| Eleitorado/Participação | Eleitorado/Participação     | 7 948 | 82,28 / 100,00  | 5,06 |

### Santa Cruz
| Partido                 | Partido                          | Votos  | %               | +/-  |
| ----------------------- | -------------------------------- | ------ | --------------- | ---- |
|                         | Partido Social Democrata         | 8 544  | 70,74 / 100,00  | 5,67 |
|                         | Partido Socialista               | 1 690  | 13,99 / 100,00  | 0,58 |
|                         | Centro Democrático e Social      | 507    | 4,20 / 100,00   | 4,27 |
|                         | União Democrática Popular        | 300    | 2,48 / 100,00   | 2,31 |
|                         | Aliança Povo Unido               | 277    | 2,29 / 100,00   | 0,16 |
|                         | Partido Democrático do Atlântico | 175    | 1,45 / 100,00   | Novo |
|                         | Outros                           | 195    | 1,62 / 100,00   |      |
| Votos Inválidos         | Votos Inválidos                  | 390    | 3,23 / 100,00   | 0,18 |
| Total                   | Total                            | 12 078 | 100,00 / 100,00 |      |
| Eleitorado/Participação | Eleitorado/Participação          | 14 479 | 83,42 / 100,00  | 3,83 |

### Santana
| Partido                 | Partido                     | Votos | %               | +/-  |
| ----------------------- | --------------------------- | ----- | --------------- | ---- |
|                         | Partido Social Democrata    | 4 449 | 81,01 / 100,00  | 6,30 |
|                         | Centro Democrático e Social | 374   | 6,81 / 100,00   | 3,85 |
|                         | Partido Socialista          | 365   | 6,65 / 100,00   | 1,28 |
|                         | Outros                      | 195   | 3,55 / 100,00   |      |
| Votos Inválidos         | Votos Inválidos             | 109   | 1,98 / 100,00   | 0,43 |
| Total                   | Total                       | 5 492 | 100,00 / 100,00 |      |
| Eleitorado/Participação | Eleitorado/Participação     | 6 891 | 79,70 / 100,00  | 7,07 |

### São Vicente
| Partido                 | Partido                          | Votos | %               | +/-  |
| ----------------------- | -------------------------------- | ----- | --------------- | ---- |
|                         | Partido Social Democrata         | 2 480 | 65,75 / 100,00  | 1,94 |
|                         | Centro Democrático e Social      | 562   | 14,90 / 100,00  | 2,82 |
|                         | Partido Socialista               | 376   | 9,97 / 100,00   | 1,68 |
|                         | Partido Democrático do Atlântico | 67    | 1,78 / 100,00   | Novo |
|                         | Aliança Povo Unido               | 49    | 1,30 / 100,00   | 0,17 |
|                         | Outros                           | 73    | 1,93 / 100,00   |      |
| Votos Inválidos         | Votos Inválidos                  | 165   | 4,37 / 100,00   | 1,23 |
| Total                   | Total                            | 3 772 | 100,00 / 100,00 |      |
| Eleitorado/Participação | Eleitorado/Participação          | 5 011 | 75,27 / 100,00  | 8,37 |